# Hemsökta hus (TV-serie)
Hemsökta hus (originaltitel Most Haunted) är en brittisk tv-serie inspelad sedan 2002. Serien är producerad av programledaren Yvette Fielding och hennes man Karl Beattie.
Mediet Derek Acorah besöker tillsammans med Yvette påstått hemsökta platser i Storbritannien. I Sverige har Hemsökta hus visats på TV4 Plus.
I september 2005 publicerade Daily Mirror en intervju med TV-seriens deltagande parapsykolog, Ciaran O'Keeffe, i vilken han hävdar att många incidenter med mediet Acorah har sopats under mattan och att den skeptiska ansats han själv var tänkt att tillföra programmet var som bortblåst. Programmet handlar inte, enligt O'Keeffe, om äkta mediumskap. O'Keeffe hade också tagit Acorah på bar gärning med fusk samt gillrat en fälla för honom genom att ge en medlem av produktionsteamet ett påhittat namn – Kreed Kafer, ett anagram för "Derek Faker" – som Acorah sedan använde i programmet.  Intervjun utlöste en våg av rykten och påståenden bland TV-seriens anhängare om O'Keefes syften med sina uttalanden och andra hävdade att han felciterats rakt igenom. I en radiointervju han gjorde strax efter att Daily Mirror-intervjun publicerats menar dock O'Keeffe att han inte felciterats i artikeln. 